# Hyphalocope dorsoithys
Hyphalocope dorsoithys is een mosselkreeftjessoort uit de familie van de Polycopidae. De wetenschappelijke naam van de soort is voor het eerst geldig gepubliceerd in 2012 door Karanovic & Brandão.